# Cattier

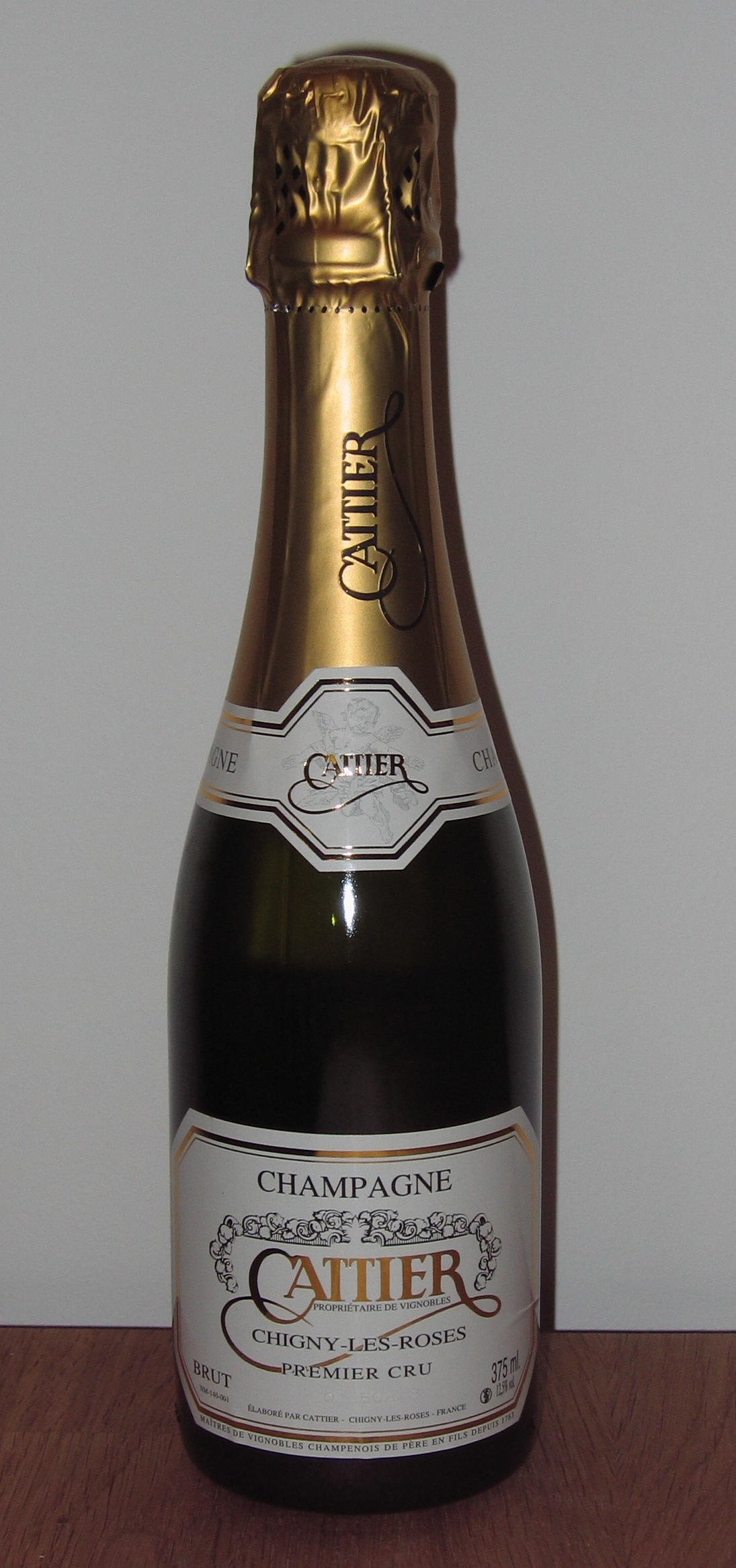
Cattierchampagne

Cattier is een champagnehuis dat in 1918 werd opgericht en in Chigny-les-Roses is gevestigd. Het zelfstandig opererende bedrijf verkoopt champagne, alsook een zoete versterkte wijn, de Ratafià van champagne en een gedistilleerde drank; de Vieux Marc de Champagne.
De familie bezat al sinds 1763 wijngaarden maar de productie van champagne werd pas in 1918 ter hand genomen.

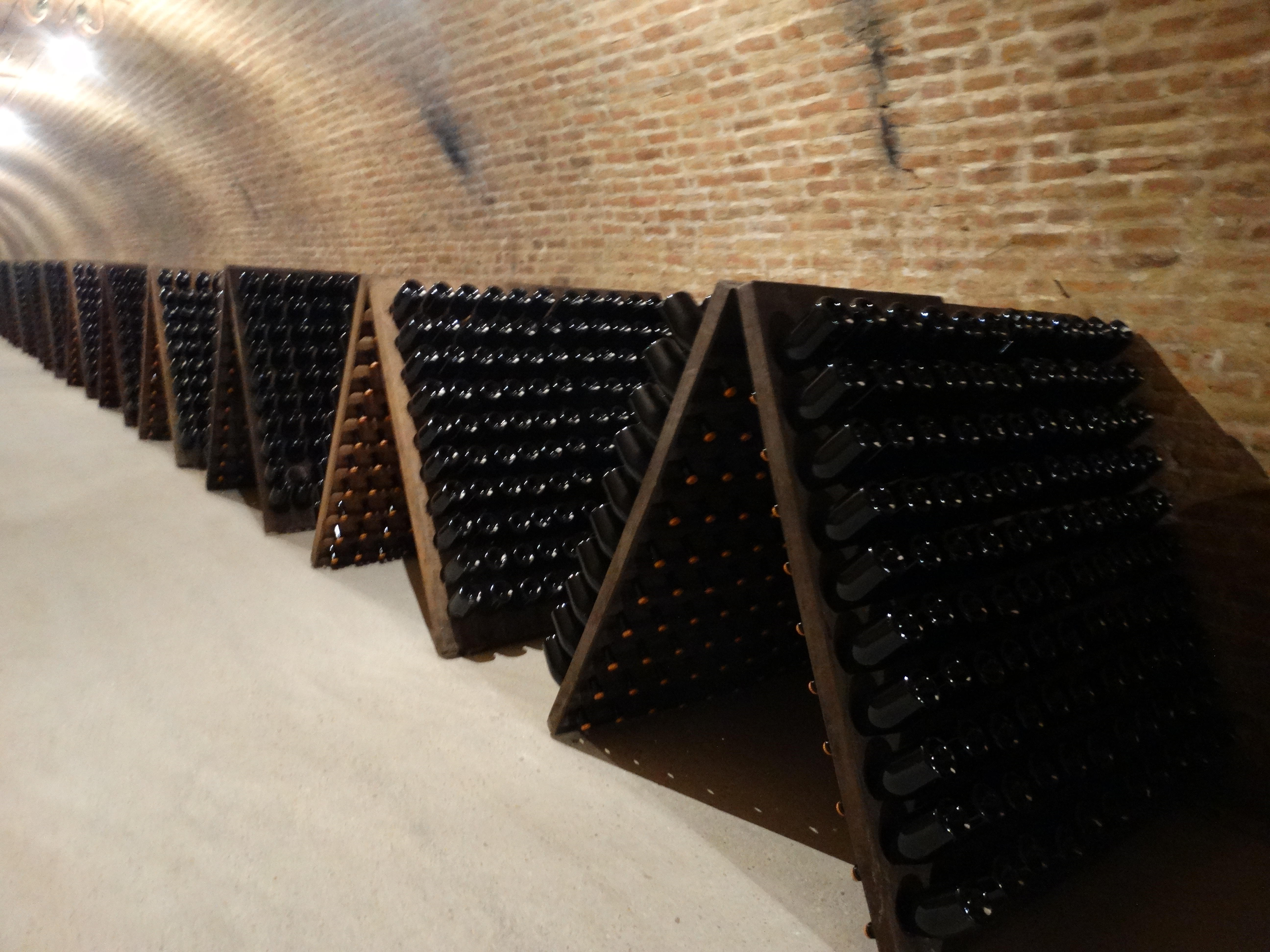
Caves Champagne Cattier

## Champagnes
- De Brut Premier Cru geassembleerd uit 40% pinot meunier, 35% pinot noir en 25% chardonnay met een dosage van 10 gram suiker per liter.
- De Premier Cru Brut Antique geassembleerd uit 40% pinot meunier, 35% pinot noir en 25% chardonnay met een dosage van 10 gram suiker per liter. De druiven zijn afkomstig uit de premier cru-gemeenten van de Champagne.
- De Antique Rose Brut Premier Cru is een roséchampagne geassembleerd uit 40% pinot meunier, 50% pinot noir en 10% chardonnay met een dosage van 10 gram suiker per liter.
- De Brut Blanc de Blancs Premier Antique Vintage is een blanc de blancs wat inhoudt dat alleen witte druiven van de chardonnay werden gebruikt.
- De Cuvee Renaissance Brut Millésime Premier Cru  is gemaakt van 40% pinot noir, 20% pinot meunier en 40% chardonnay, De druiven zijn afkomstig uit één oogstjaar.
- De Clos du Moulin is champagne van een 2,2 hectaren, aanzien als een van de historische clos in de Champagne.